# Marmosa rutteri
Marmosa rutteri — вид південноамериканських ссавців з родини опосумових (Didelphidae). Країни проживання: Колумбія, Еквадор, Перу, Бразилія.

## Характеристики
Ці тварини є відносно великими Marmosa. Самці досягають довжини голови й тулуба від 16,4 до 24 см, мають хвіст завдовжки від 25,2 до 29,1 см, задні лапи завдовжки від 25 до 33 мм та вуха завдовжки від 24 до 28 мм. Вони важать від 148 до 180 г. Самиці трохи менші, з довжиною голови й тулуба від 15,2 до 19,7 см, хвоста від 22,5 до 26,9 см та вагою від 63 до 151 г. Їхні задні лапи мають довжину від 25 до 30 мм, а вуха — від 24 до 28 мм. Ці тварини схожі на Marmosa constantiae, але на відміну від цього виду, вони мають коротше хутро, суцільне жовте хутро на животі та короткошерсту основу хвоста. У Marmosa rutteri основа хвоста вкрита волоссям лише близько 16 мм, а довжина волосся становить лише 5 мм, тоді як у M. constantiae волохата ділянка має довжину приблизно 28 мм і вкрита волоссям довжиною 10 мм. Жовтувате хутро на нижній стороні Marmosa rutteri поширюється на підборіддя, груди, пах і внутрішні сторони кінцівок. Хвіст суцільно темний.

## Спосіб життя
Ці тварини живуть у лісах, ведуть нічний і переважно деревний спосіб життя. Про раціон та розмноження відомо небагато. Як і інші Marmosa, вони, ймовірно, харчуються комахами та фруктами. У самиць, спійманих з дитинчатами, було від шести до восьми дитинчат.

## Статті з теми
- Thomas, O. 1924. On a collection of mammals made by Mr. Latham Rutter in the Peruvian Amazons. Annals and Magazine of Natural History (9)13(77):530–538
- Voss, R. S., Gutiérrez, E. E., Solari, S., Rossi, R. V., & Jansa, S. A. (2014). Phylogenetic relationships of mouse opossums (Didelphidae, Marmosa) with a revised subgeneric classification and notes on sympatric diversity. American Museum Novitates, 2014(3817), 1–27
- Voss, R. S., Fleck, D. W., & Jansa, S. A. (2019). Mammalian diversity and Matses ethnomammalogy in Amazonian Peru Part 3: Marsupials (Didelphimorphia). Bulletin of the American Museum of Natural History, 2019(432), 1–90
- Voss, R. S., Giarla, T. C., Díaz-Nieto, J. F., & Jansa, S. A. (2020). A revision of the didelphid marsupial genus Marmosa. Part 2, Species of the rapposa group (subgenus Micoureus). Bulletin of the American Museum of Natural History, 439, 1–59
- Giarla, T. C. & Voss, R S. (2020). On the identity of Victoria's mouse opossum, Marmosa regina Thomas, 1898. American Museum Novitates, 3960, 1–16